# 南沃靈頓 (英國國會選區)

選區在柴郡的位置

南沃靈頓（英語：Warrington South），英國國會一自治市選區，位於柴郡沃靈頓南部，包括十三個地方選區。
設於1983年。在2010年大選中工黨的海倫·紹斯沃思宣佈放棄連任，保守黨的大衛·莫沃特以35.8%選票勝出，為保守黨奪回失落十八年的選區。